# 石癸
石癸，石氏，名癸，字甲父，春秋时期鄭國的卿。
前636年（周襄王十六年、魯僖公二十四年、鄭文公三十七年），周襄王因为王子带相逼，出奔汜地。郑文公和孔將鉏、石甲父、侯宣多到汜地问候天子的官员和检查供应天子的器用。郑文公赶走群公子，公子兰逃亡到晋国，前630年（周襄王二十二年、魯僖公三十年、郑文公四十三年），公子兰跟随晋文公攻打郑国，请求不要参加对郑都的包围。晋文公让他在东部边境等候命令。石癸说：“我听说姬、姞两姓适合成为配偶，他们的子孙必定蕃衍。姞，就是吉人的意思，是周朝祖先后稷的嫡妻。公子兰的母亲也是姞姓，上天可能要使他光大，他定会做国君，他的后代一定蕃盛。如果先接纳他为国君，我们可以保持宠信。”于是石癸、侯宣多把公子兰接回郑国，让他做太子，向晋国讲和。两年后，郑文公去世，石癸、孔将鉏、侯宣多在大宫里盟誓以后而立了公子兰为国君，即郑穆公。《汉书·古今人表》将他定位四等中上。